# Харпун (противокорабна ракета)
AGM/RGM/UGM-84 „Харпун“ (на английски: Harpoon, [hɑːˈpuːn], – Харпун) е американска противокорабна крилата ракета. Една от най-разпространените в света. Разработена е от компанията МакДонал-Дъглас, понастоящем се произвежда от предприятия на корпорацията Boeing.
Тази малогабаритна ракета има дозвукова скорост на полета, осколочно-фугасна бойна част с маса 225 кг, максималната далечина на стрелбата зависи от носителя, модификацията на ракетата и целеуказанието и съставлява от 90 до 220 км (280 км на модификацията SLAM, а ред не приети на въоръжение версии на ракетата имат и по-голяма далечина).
Съществува във варианти с:
- авиационно базиране – AGM-84
- корабно (брегово) базиране – RGM-84
- за подводни лодки – UGM-84

Стойността на една ракета към 2008 г. съставлява $1,5 млн.

Ракетата преминава няколко модернизации и по състояние към 2021 г. състои на въоръжение в над 30 страни. 

## История
Още през 1965 г. въоръжените сили на САЩ започват разработката на ракета с радиус действие до 45 км, предназначена за поразяване на изплували подводни лодки. По асоциация с китоловната промишленост, ракетата получава условното название „Harpoon“ („китове“ – сленгово название за изплувалите субмарини). Работите се придвижват сравнително бавно – ВМС на САЩ не вижда особена необходимост от специализираното противокорабно оръжие, считайки, че палубната авиация с тактически ядрени бомби е по-ефективна. Задачите за самоотбраната на корабите се предполага да се решават с помощта на приспособени за стрелба по надводни цели модификации на зенитни ракети.
След потопяването на израелския разрушител „Ейлат“ с ракети П-15 „Термит“ на египетски катери през 1967 г., ВМФ на САЩ, оценявайки потенциала на специализираното противокорабно оръжие, приема решение да преориентира програмата „Харпун“ за борба с надводните кораби. Работите над проекта официално започват през 1968 г. Първоначално, основни носители на новото оръжие трябва да станат патрулните самолети, но в началото на 1970-те е решено да се разшири гамата от възможни носители и да се пускат ракети също от подводни лодки, палубни щурмовици и надводни кораби.
Контрактът за разработката на новата ракета получава през юни 1971 г. McDonnell Douglas. Още през октомври 1972 г., на полетни изпитания са представени първите прототипи на ракетата с твърдогоривен ракетен двигател. Към този момент вече става ясно, че оптималното средство за преодоляване на ПВО на кораба на противника се явява полет към целта на свръхмалка височина и новата ракета изначално се проектира под това условие. Тъй като изискванията за далечина на действие към този момент се увеличават почти двойно (до 90 км), фирмата решава да се откаже от изначалния РДТГ и да го замени с по-икономичния турбореактивен.
Производството на предсерийните образци на ракетата, която получава обозначението AGM-84/RGM-84/UGM-84 за, съответно, въздушно/надводно/подводно базиране започва през 1975 г. Официално „Харпун“ е приет на въоръжение през 1977 г. в корабния вариант на базиране (RGM-84A). Авиационният вариант AGM-84A е приет за самолетите P-3 през 1979 г., а вариантът за подводници – през 1981 г.

## Конструкция
Конструктивно ракетата „Харпун“ се състои от четири отсека, в главния или приборния отсек AN/DSQ-44 е разположена апаратурата на системата за насочване, след него следва отсекът на бойната част, обозначен като WAU-3(V)/B, отсекът на маршевия двигател – A/B44G-1 – и опашният отсек.
Ракетата има цилиндричен фюзелаж с радиопрозрачен обтекател с оживална форма. Четирите Х-образно разположени крила са поставени в средната част на корпуса на ракетата, веднага зад отсека на БЧ (на версията UGM, стартираща от апаратите на подводните лодки, крилата са сгъваеми и се разгъват след старта). Дължината на ракетата съставлява около 4,5 метра за версията с надводно (RGM) и подводно изстрелване (UGM), и по-къса, 3,5 метра – за авиационния вариант на ракетата (AGM), за сметка на премахване от последната на стартовия ускорител.
Като маршев на „Харпуна“ се използва турбореактивен двигател Teledyne CAE J402, разработен специално за тази ракета. Въздухозаборникът на двигателя се намира долната част на корпуса на ракетата, между долната двойка крила. Двигателят дава устойчив полет на скорост до 850 км/ч и височина до 900 метра. За изстрелване от подводни лодки или надводни кораби, съответстващите версии на ракетата носят твърдогоривен стартов ускорител, закрепяем в опашната им част.
Ракетата носи проникваща осколочно-фугасна бойна част WDU-18/B с маса 221 кг и дължина 0,9 м.
Насочването на ракетата се осъществява на два стадия. На първия, ракетата следва по зададен курс на свръхмалка височина по посока на целта. В разчетен момент от време, ракетата инициализира активна радиолокационна глава за самонасочване AN/DSQ-28 и започва търсене на цел в сектор 45 градуса от направлението на полета. Максималната далечина на засичане на разрушител, за съвременните ГСН, съставлява, според наличните данни, 40 км, а за катер – до 18 км.
След засичането на целта, ракетата се насочва към нея и изпълнява атаката по два възможни способа: или атакува целта хоризонтално, движейки се паралелно над водата на височина 2 – 4 метра, или прави маневрата „вираж“, издигайки се на височина до 1800 метра и пикира към целта. Вторият способ за атака е разработен за поражение на нискоседящи цели (като изплували подводни лодки) и неголеми маневрени катери.

## Пускови установки
Ракетата „Харпун“ може да се изстрелва от различни пускови установки. Специализирани за тази ракета са леките незащитени четворни пускови установки Mk-140 и взривозащитените пускови контейнери Mk-141. Възможно е изстрелване на ракетата от неспециализирани пускови установки: например, от гнездата на контейнерната пускова установка Mk-16 за ПЛУР RUR-5 ASROC. „Харпуните“ също могат да се пускат от релсовата пускова установка Mk-13 и от торпедните апарати на подводните лодки.
„Харпун“ се явява една от малкото съвременни американски ракети, която не е приспособена за пуск от гнездата на установката за вертикален пуск Mk-41. Възможност за създаване на „Харпун“ с вертикално изстрелване е обсъждана от ВМФ на САЩ, но нейната реализация е отложена по финансови причини.

## Модификации
- RGM-84A (UGM-84A, AGM-84A) – изходна версия на ракетата, приета на въоръжение през 1977 г. Има радиус на действие до 140 км и е способна да атакува целта само от пикиране.
  - RTM-84A  (UTM-84A, ATM-84A) – учебна (T – training) версия на RGM-84A с инертна бойна част.
- UGM-84B – вариант на ракетата за подводно изстрелване, разработен специално за Кралския ВМФ на Великобритания. Има малко по-малка височина на полета, отколкото UGM-84A. Също е разработена тренировъчна версия UTM-84B.
- RGM-84С (UGM-84С, AGM-84С) – модификация на ракетата, която се появява през 1982 г. Отличава се от RGM-84A изключително с това, че вместо атака от пикиране изпълнява атаката в режим на плъзгане над гребените на вълните.
- RGM-84D (UGM-84D, AGM-84D) – модификация на ракетата с увеличен радиус на действие, създадена през 1985 г. Чрез замяна на авиогоривото JP-6 с гориво JP-10 се увеличава далечината на действие до 220 км (за авиационния вариант). Ракетата също има подобрени възможности за противодействие на смущения и два възможни режима на атака: от пикиране, и от хоризонтален полет.
- AGM-84E SLAM (на английски: Stand-off Land Attack Missile) – виж SLAM. Версия на ракетата за поражение на наземни цели.
- RGM-84F (AGM-84F) – удължена версия на ракетата, разработваща се в периода 1989 – 1993 г. Има съществено увеличен, до 315 км, радиус на действие, режим за продължително издирване на целта и възможност за повторен заход в случай на пропуск. Поради увеличените размери не влиза в торпедните апарати, за това няма версия за подводните лодки. Първата ракета от тази серия излита през 1991 г., но независимо от успешните изпитания, проектът е закрит през 1993.
- RGM-84G (UGM-84G, AGM-84G) – модификация на ракетата тип RGM-84С в частта добавяне на функцията повторен заход към целта в случай на пропуск. Също е подобрена защитеността от въздействията на средствата за електронно противодействие.
- AGM-84H SLAM-ER (на английски: Stand-off Land Attack Missile – Expanded Response) – усъвършенствана версия на SLAM, ракета за поражение на наземни цели имаща увеличен радиус на действие и нова секция за управление AN/DSQ-61, включваща БЦВМ, инерционна система за навигация и многоканален приемник за спътниковата система NAVSTAR. Разработката започва през 1994 г., началната оперативна готовност е достигната през март 2000 г.
- RGM-84J (AGM-84J) – планираща се в рамките на програмата „Harpoon-2000“ версия за универсална ракета, способна да поразява и кораби и наземни съоръжения. Ракетата трябва да има инерционна система за навигация окомплектована със системи за корекция по данни от приемник на GPS и радиолокационна релефометрична система за полета на малка височина над сушата. ВМФ на САЩ не се заинтересуват от концепцията, и ракетата не е реализирана.
- AGM-84K – усъвършенствана версия на AGM-84H SLAM-ER.
- RGM-84L (AGM-84L) – версия на ракетата RGM-84J с навигация по GPS, разработена за експорт. ВМФ на САЩ изначално не се заинтересуват от проекта, но ред страни, включая Египет, ОАЕ и Тайван купуват тези ПКР. В частност, 20 ракети са придобити от Индия за въоръжение на морската ударна авиация. По-късно, ВМФ на САЩ също купува ограничен брой ракети от този модел.[5]
- RGM-84M (AGM-84M) – версия на ракетата RGM-84L имаща двупосочен канал за предаване на данни и разработвана за ВМФ на САЩ. За сметка на използването на тази система може да се реализират схеми за многовекторна атака, извеждайки ракети към една цел по няколко направления. ВМФ на САЩ планира да закупи 850 модернизационни набора за преправяне на съществуващите ракети в стандарта RGM-84M, но поради значителния ръст на цената на ракетата проектът е закрит през 2011 г. в полза на перспективната ракета с голяма далечина LRASM.
- RGM-84N (AGM-84N) – също известна като Harpoon Block II+. Най-съвременната версия на ракетата, която преминава изпитания през ноември 2015 и планираща се за приемане на въоръжение през 2017.[6] Използва нова система за насочване на маршевия участък, включваща навигация по GPS и интегриран двупосочен канал за връзка със самолета-носител, което позволява да се коригира курсът на ракетата, подобрява се селекцията спрямо лъжливи цели (за сметка сравнение на данните от ГСН на ракетата с данните на самолета-носител) и да реализира възможност за едновременна атака на няколко ракети по една цел от различни направления – т.нар. многовекторна атака – с цел да се дезориентира системата за ПВО на целта.

## Оценка
Ракетата „Харпун“ се явява най-успешната противокорабна ракета в света: тя постоянно се модернизира и има множество модификации, при това е сравнително евтина за производство. „Харпун“ може да се изстрелва от надводни кораби, подводници, брегови комплекси, от различни самолети (изтребители, противолодъчни, разузнавателни).

## Бойно използване
За първи път ракетите „Харпун“ в бойна обстановка са използвани от иранския флот през 1980 г., по време на ирано-иракската война. В хода на операцията „Моравид“, 28 – 29 ноември 1980 г., ирански ракетни катери успешно потопяват с ракети RGM-84A два иракски ракетни катера от съветския проект 205. Според редица данни, ракетите също са използвани от иранците в хода на т. нар. „танкерна война“ за нападения над неутрални танкери, плаващи през Персийския залив.
През 1986 г., американският ракетен крайцер „Йорктаун“ (USS Yorktown (CG-48)) от типа „Тикондерога“ и палубни щурмоваци на самолетоносачте изстрелват няколко ракети „Харпун“ по либийски корвети и ракетни катера в залива Сидра. Една либийска корвета и един торпеден катер са потопени с такива ракети.
Най-мащабното сражение с използване на „Харпуни“ е операция „Богомолка“, от 18 април 1988 г. В хода на това сражение между американския и иранския флот ракетите „Харпун“ се използват и от двете страни: иранската корвета „Joshan“ пуска ракета по американски кораби, но тя е отклонена с електронни смущения. Американските кораби и самолети изстрелват, общо, две ракети RGM-84 и две ракети AGM-84, три от които попадат в целта. Всички три постигнати в хода на сражението попадения на „Харпуните“ са по иранската фрегата „Саханд“.
От думите на говорителя на Одеската областна военна администрация Сергей Братчук става известно, че Украйна вече има ракети „Харпун“. Получените ракети са достатъчни, личният състав е обучен за тяхното използване и, в случай на получаване на съответната заповед, Въоръжените сили на Украйна могат да унищожат целия Черноморски флот на Русия. Освен това, се разглежда въпроса за приемане на въоръжение на ракетите „Харпун“ от едно от подразделенията на Националната гвардия на Украйна, което се дислоцира в Одеса.
На 17 юни 2022 г. с две ракети „Харпун“ е унищожен руският спасителен буксир „Василий Бех“, плаващ с въоръжени, в т.ч. и със ЗРК „Тор-М2КМ“, към остров Змеиний.

## Полетно-технически характеристики
| Характеристики                           | Характеристики                           | A/U/RGM-84A и В         | A/U/RGM-84C и О         | A/U/RGM-84D2            | AGM-84E                              |
| ---------------------------------------- | ---------------------------------------- | ----------------------- | ----------------------- | ----------------------- | ------------------------------------ |
| Дължина на ракетата с ускорител, м       | Дължина на ракетата с ускорител, м       | 4,57                    | 4,57                    | 5,18                    | 5,23                                 |
| Диаметър на ракетата, м                  | Диаметър на ракетата, м                  | 0,34                    | 0,34                    | 0,34                    | 0,34                                 |
| Размах на крилата, м                     | Размах на крилата, м                     | 0,91                    | 0,91                    | 0,91                    | 0,91                                 |
| Стартова маса, кг                        | Стартова маса, кг                        | 667                     | 667                     | 742                     | 765                                  |
| Маса на бойната част, кг                 | Маса на бойната част, кг                 | 225                     | 225                     | 235                     | 225                                  |
| Максимална далечина на полета, км        | Максимална далечина на полета, км        | 120                     | 150                     | 280                     | 150                                  |
| Скорост на полета на маршевия участък, М | Скорост на полета на маршевия участък, М | 0,85                    | 0,85                    | 0,85                    | 0,85                                 |
| Система за насочване                     | на маршевия участък от полета            | Инерционна              | Инерционна              | Инерционна              | Инерционна с корекция от СНС NAVSTAR |
| Система за насочване                     | на финалния участък от полета            | Активна-радиолокационна | Активна-радиолокационна | Активна-радиолокационна | Топлинна, с телеуправление           |

АРГСН DSQ-28 За защита от средствата за радиоелектронно заглушаване стойностите на честотите се менят на случаен принцип (ППРЧ псевдослучайна промяна на работната честота). Обзорът на пространството се осъществява с помощта на фазирана антенна решетка с дискова форма, с диапазон 15,3 – 17,2 GHz (маса 34 кг, импулсна мощност 35 кВт). Далечина на откриване 40 км.

## Модернизация
- Harpoon block III – контрактът на стойност 73,7 млн. долара за разработка на модернизирания „Харпун“ е получен от компанията Boeing в началото на 2008 г. Програмата за модернизация ще обхване 800 ракети с наземно и въздушно базиране и 50 ракети с корабно базиране. В процеса на модернизацията на борда на ракетата ще бъде поставена апаратура за предаване на данни, която ще позволи да се получи по-голям контрол над ракетата след нейния старт. Планира се, че етапите за изработка на системните изисквания и защитата на ескизния проект за „Харпуна“ от новата модификация ще бъдат изпълнени през 2008 г., а началната оперативна готовност на Harpoon block 3 ще е достигнат през 2011 г. (за наземния и авиационния вариант).[14]

## На въоръжение
| Австралия - Кралски военновъздушни сили на Австралия - F/A-18 Hornet - F/A-18F Super Hornet - AP-3C Orion - Кралски военноморски сили на Австралия - Фрегати тип „Анзак“ - Фрегати тип „Аделаида“ - Подводници тип „Колинс“ Бахрейн Белгия - Военнноморски сили на Белгия - Фрегати тип „Карел Дорман“ Бразилия - Военновъздушни сили на Бразилия - Lockheed P-3AM Orion Великобритания - Военноморски сили на Великобритания Германия - Военноморски сили на Германия - Фрегати тип „Бремен“ - Фрегати тип „Саксония“ Гърция - Военноморски сили на Гърция - Фрегати тип „Ели“ - Фрегати тип „Хидра“ - Подводници тип 209 - Подводници тип 214 Дания - Кралски военноморски сили на Дания - Корабли за управление и поддръжка тип „Абсалон“ Египет - Военновъздушни сили на Египет - Военноморски сили на Египет Израел - Военновъздушни сили на Израел - Военноморски сили на Израел Индия - Военноморски сили на Индия - SEPECAT Jaguar – поръчани 24 ПКР Block 2 - P-8I Poseidon Испания - Военновъздушни сили на Испания - Военноморски сили на Испания | Канада - Кралски военновъздушни сили на Канада - CF-18 Hornet - CP-140 Aurora - Кралски канадски военноморски сили - Фрегати тип „Халифакс“ Кувейт Малайзия - Военновъздушни сили на Малайзия Мексико Нидерландия - Кралски военноморски сили на Нидерландия Обединени арабски емирства Оман Пакистан - Военноморски сили на Пакистан Полша - Военноморски сили на Полша Португалия - Военноморски сили на Португалия Саудитска Арабия - Военноморски сили на Саудитска Арабия Сингапур - Военновъздушни сили на Сингапур - Военноморски сили на Сингапур Тайланд - Военноморски сили на Тайланд Тайван – 60 - Военновъздушни сили на Тайван - Военноморски сили на Тайван Турция - Военновъздушни сили на Турция - Военноморски сили на Турция САЩ - Военновъздушни сили на САЩ - Военноморски сили на САЩ Чили - Военноморски сили на Чили Украйна - Военноморски сили на Украйна Южна Корея - Военновъздушни сили на Южна Корея - Военноморски сили на Южна Корея Япония - Морски сили за самоотбрана на Япония |

## Аналози
- Х-35 Уран, (СССР / Русия, 1984 г.)
- РК-360 Нептун, (Украйна, 2020 г.)

## Коментари
1. ↑  Характеристиките изведени по-долу са за модификацията A/U/RGM-84A
2. ↑  Буквите показват принадлежността към определен класː ВВ – линкор, СС, CL, СА – съответно линеен, лек или тежък крайцер, CV – самолетоносач, DD – разрушител, SS – подводница и т.н.